# Astrid Fodor
Astrid Cora Fodor (n. 6 noiembrie 1953, Sibiu, Regiunea Sibiu, Republica Populară Română) este o politiciană de etnie germană din România (mai precis săsoaică din Transilvania), care deține din 2014 funcția de primar al municipiului Sibiu (cunoscut în germană ca Hermannstadt de asemenea), aleasă din partea Forumului Democrat al Germanilor din România (FDGR/DFDR).

## Studiile și activitatea profesională
Astrid Fodor este absolventă a facultății de drept administrativ din Sibiu. Între 1978 și 2000 a lucrat la fabrica de stofe „Libertatea”, unde a îndeplinit diverse funcții, iar în cele din urmă aceea de director comercial. Din 2002 până în 2008, a fost director economic al Bisericii Evanghelice de Confesiune Augustană din România.

## Carieră politică
La alegerile locale din anul 2008 a fost aleasă consilier municipal din partea Forumului Democrat al Germanilor din România (FDGR/DFDR). Deși FDGR/DFDR deținea majoritatea absolută în Consiliul Municipal Sibiu (14 din totalul de 23 mandate), în urma unei înțelegeri încheiate de primarul Klaus Iohannis cu Partidul Național Liberal (PNL), în una din cele două funcții de viceprimar a fost ales reprezentantul PNL, iar în cealaltă Astrid Fodor de la FDGR/DFDR.
La data de 2 decembrie 2014, după ce primarul Klaus Iohannis a devenit președintele României, Astrid Fodor a fost aleasă primar interimar al municipiului Sibiu, cu o vastă majoritate de 21 de voturi pentru, din totalul de 23 exprimate.
La alegerile locale din 2016 a fost aleasă pentru funcția de primar cu 27.948 din voturi (57,13%). A fost învestită în funcție la data de 23 iunie 2016.
La alegerile locale din 2020 a fost realeasă în funcția de primar, cu 20.425 de voturi (43,05%).
La alegerile locale din 2024 a fost realeasă în funcția de primar, 22.373 de voturi (39,86%).

## Istoric electoral

### Primăria Sibiu/Hermannstadt
| Alegeri | Afiliere                                               | Turul întâi | Turul întâi | Turul întâi |
| Alegeri | Afiliere                                               | Voturi      | Procentaj   | Poziție     |
| ------- | ------------------------------------------------------ | ----------- | ----------- | ----------- |
| 2016    | Forumul Democrat al Germanilor din România (FDGR/DFDR) | 27.948      | 57,13 / 100 | 1           |
| 2020    | Forumul Democrat al Germanilor din România (FDGR/DFDR) | 20.425      | 43,05 / 100 | 1           |
| 2024    | Forumul Democrat al Germanilor din România (FDGR/DFDR) | 22.373      | 39,86 / 100 | 1           |

## Viață personală
Astrid Fodor are doi fii. Este văduvă din anul 2001.